# Alberto Callaspo
Alberto José Callaspo Brito (Maracay, Venezuela, 19 de abril de 1983) es un beisbolista profesional venezolano que juega a la defensiva alternando las posiciones de segunda base y tercera base. En la Liga Mexicana juega para los Leones de Yucatán mientras que en su natal Venezuela actúa con los Cardenales de Lara.
Debutó en la MLB el 6 de agosto de 2006 con Arizona Diamondbacks entrando como bateador emergente a la altura del séptimo inning, convirtiéndose así en el venezolano N° 194 en llegar a la categoría mayor del béisbol.
En diciembre de 2007 fue canjeado a Kansas City Royals, de la Liga Americana. Allí jugó por espacio de 3 temporadas, actuando en 317 ocasiones y dejando un excelente promedio de bateo de .293, 132 carreras impulsadas y 19 jonrones. El 22 de julio de 2010 pasa a Los Angeles Angels of Anaheim en un cambio que involucró también a Sean O'Sullivan.
El 30 de julio de 2013, Callaspo fue transferido a los Oakland Athletics a cambio de Grant Green.
El 9 de diciembre de 2014, los Atlanta Braves firmaron a Callaspo por un año y $3 millones.
El 27 de mayo de 2015, fue transferido a Los Angeles Dodgers junto a Eric Stults, Ian Thomas y Juan Jaime, a cambio de Juan Uribe y Chris Withrow.
En Venezuela inició su carrera con los Caribes de Anzoátegui en el año 2002. Luego, en 2007 pasa a formar parte de las Águilas del Zulia. En 2010 es traspasado a los Navegantes del Magallanes y finalmente en 2016 pasa a las filas de los Tigres de Aragua tras un cambio por el infielder José Gregorio Martínez. En el 2021 Cardenales de Lara lo toma en la agencia libre. Es bueno destacar que en el año 2008 había vestido esta última camiseta en calidad de refuerzo para el round robin semifinal y la final.